# Merméros et Phérès
Pour les articles homonymes, voir Phérès.

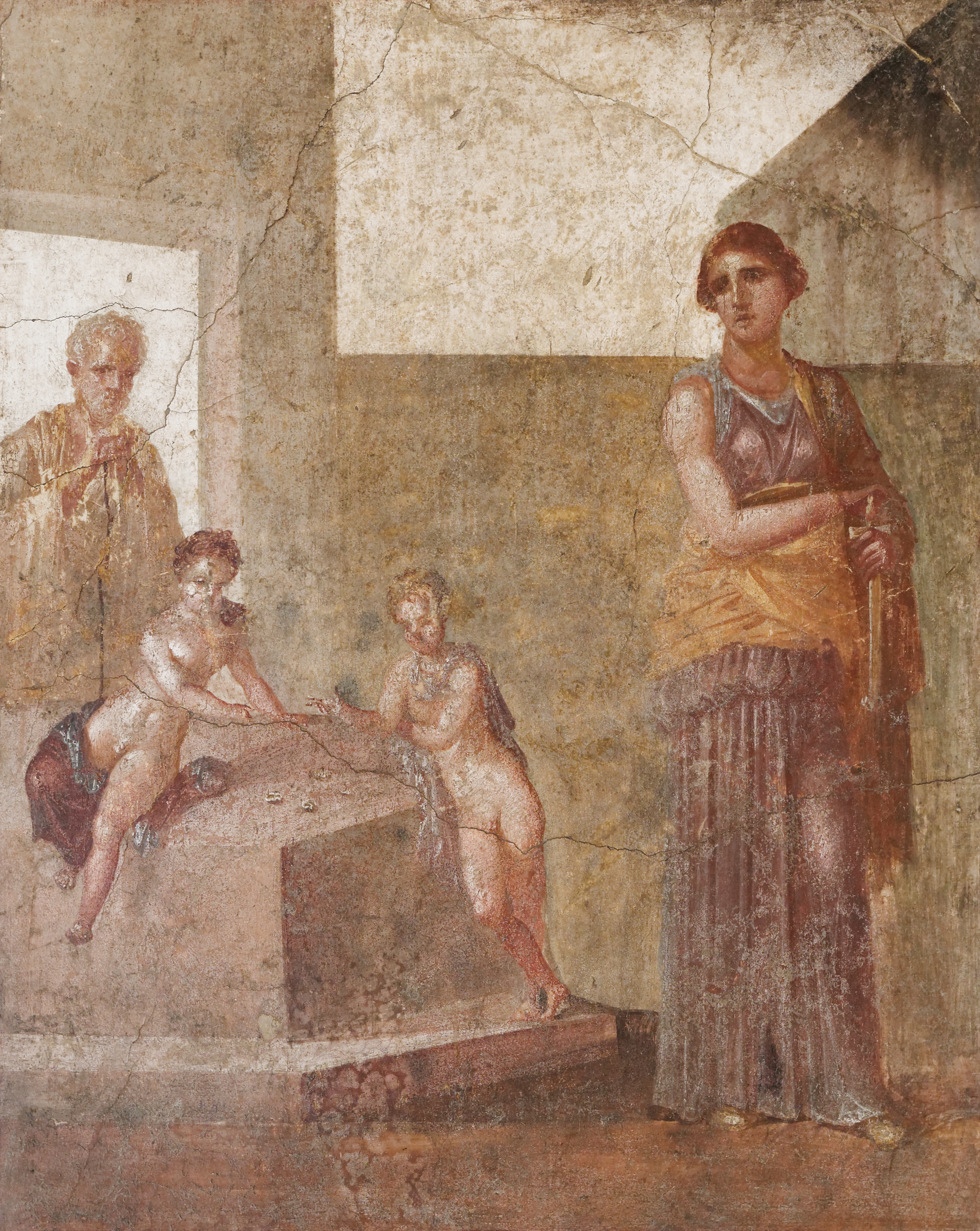
Médée trame le meurtre de ses enfants, fresque de la maison des Dioscures à Pompéi

Dans la mythologie grecque, Merméros et Phérès sont les fils de Jason et de Médée. Ils furent tués encore enfants, soit par leur mère Médée, qui voulait ainsi se venger de l'infidélité de Jason avec Glaucé (la fille de Créon, roi de Corinthe), soit par les partisans de Créon — tué par Médée avec sa fille — pour le venger.

## Sources
- Pseudo-Apollodore, Bibliothèque [détail des éditions] [lire en ligne] (I, 9, 28).
- Hygin, Fables [détail des éditions] [(la) lire en ligne] (XXV, CCXXXIX).